# PrimeGrid
PrimeGrid – projekt przetwarzania rozproszonego platformy BOINC. Jego celem jest poszukiwanie rekordowych liczb pierwszych określonych rodzajów. Przedsięwzięcie składa się z szeregu podprojektów zajmujących się odpowiednio m.in.: rozstrzygnięciem hipotezy Sierpińskiego, szukaniem najmniejszej liczby Riesela czy rekordowo dużych liczb Cullena i Woodalla. 
Projekt wystartował w czerwcu 2005 roku pod nazwą message@home, a zadaniem było rozszyfrowanie fragmentów tekstu zakodowanego popularnym algorytmem MD5. W sierpniu projekt przystąpił do RSA Factoring Challenge – zawodów w faktoryzacji – dodając aplikację do łamania szyfru RSA-640. Już 1 września projekt zmienił nazwę na wybraną w plebiscycie - PrimeGrid.
W listopadzie 2005 po złamaniu szyfru RSA-640 przez badaczy z Uniwersytetu w Bonn projekt podniósł poprzeczkę obierając za cel RSA-768. W marcu 2006 aplikacja dla RSA-768 została zarzucona na rzecz programu primegen i poszukiwania liczb pierwszych. W czerwcu ruszyły poszukiwania najmniejszej liczby Riesela, a następne lata zaowocowały kolejnymi aplikacjami.

## Lista podprojektów
| Podprojekt        | Status  | Opis prac                                                                   | Platformy na jakich prowadzone są obliczenia                            |
| ----------------- | ------- | --------------------------------------------------------------------------- | ----------------------------------------------------------------------- |
| 321 LLR           | Aktywny | Projekt poszukuje liczb pierwszych w postaci 3*2n ± 1.                      | Windows, Linux, Mac OS                                                  |
| Cullen LLR        | Aktywny | Projekt poszukuje liczb pierwszych Cullena w postaci n*2n + 1               | Windows, Linux, Mac OS                                                  |
| Woodall LLR       | Aktywny | Projekt poszukuje liczb pierwszych Woodall'a w postaci n*2n - 1             | Windows, Linux, Mac OS                                                  |
| PSP LLR           | Aktywny | Projekt poszukuje najmniejszej Liczby Sierpińskiego w postaci k*2n + 1      | Windows, Linux, Mac OS                                                  |
| Seventeen or Bust | Aktywny | Projekt bliźniaczy do PSP LLR, poszukuje rozwiązania problemu Sierpińskiego | Windows, Linux, Mac OS                                                  |
| PPS LLR           | Aktywny | Projekt poszukuje liczb pierwszych Proth'a w postaci P= k*2n + 1            | Windows, Linux, Mac OS                                                  |
| SGS LLR           | Aktywny | Projekt poszukuje liczb pierwszych p, w postaci 2p + 1                      | Windows, Linux, Mac OS                                                  |
| TRP LLR           | Aktywny | Projekt próbuje udowodnić hipotezę Riesel'a                                 | Windows, Linux, Mac OS                                                  |
| 321 sieve         | Aktywny | Projekt wyszukuje potencjalne liczby pierwsze dla 321 LLR                   | Windows(x86/x64), Linux(x86/x64), Mac OS(x86/x64)                       |
| CW sieve          | Aktywny | Projekt wyszukuje potencjalne liczby pierwsze dla Cullen/Woodall LLR        | Windows(x86/x64), Linux(x86/x64), Mac OS(x86/x64), Nvidia CUDA          |
| TRP sieve         | Aktywny | Projekt wyszukuje potencjalne liczby pierwsze dla TRP LLR                   | Windows(x86/x64), Linux(x86/x64), Mac OS(x86/x64)                       |
| PPS sieve         | Aktywny | Projekt wyszukuje potencjalne liczby pierwsze dla PPS LLR                   | Windows(x86/x64), Linux(x86/x64), Mac OS(x86/x64), Nvidia CUDA, ATI CAL |